# Балада
Бала́да (фр. ballade, від прованс. ballar — танцювати) — жанр ліро-епічної поезії фантастичного, історико-героїчного або соціально-побутового характеру з драматичним сюжетом. Первісно — танцювально-хорова пісня середньовічної поезії Західної Європи з чіткою строфічною організацією.

## Історія балади
Балада зазнала посутніх змін від початків свого існування (12-13 ст.), коли вживалася як любовна пісня до танцю (вперше ввів Пон Шаптен), поширювалася у Провансі. Невдовзі в Італії, зокрема в доробку Данте Аліґ'єрі, під впливом канцони втратила свій таночний рефрен. У французькій поезії 14 століття балада набула канонічних ознак, мала постійні три строфи, сталу схему римування (аб аб бв бв), обов'язковий рефрен та звертання до певної особи; зазнала розквіту в творчості Ф. Війона (1431–1463).

## Види балад
- ті, в яких розкриваються поетичний світогляд народу, його міфологічні уявлення, розуміння природи. Сюди відносять найдавнішу групу балад про метаморфозу людини, основа якої — перетворення людини на рослину чи тварину. У цих баладах поступово сформувались поетичні символи, наприклад, калина — дівоча краса, вода — кров, береза — чистота, роса — сльози, тополя — печаль та сум.
- соціально-побутові балади, у яких змальовуються взаємостосунки між батьками та дітьми, братами та сестрами, розкриваються почуття кохання й ненависті, образи й ревнощів. У новіших баладах загострюються морально-етичні проблеми. У багатьох соціально-побутових баладах зникає елемент фантастики, а присутній нахил до реалізму. Сюжети багатьох таких балад стали основою для творів М. Костомарова, Л. Боровиковського, Т. Шевченка, М. Старицького тощо.
- історичні балади, які є основою пісенної поезії. Провідна тема: любов до Батьківщини, народні ідеали честі та геройства. Є багато елементів подібності до історичної пісні, але є і відмінності, наприклад, історична пісня відтворює конкретну історичну подію чи особу, а балада дає узагальнення. Найбільше в цій групі балад про боротьбу проти турків і татар.

## Головні ознаки народної балади
- жанр фольклору, віршований, ліро-епічний твір;
- невелика кількість персонажів;
- зосередження уваги на моральних проблемах;
- напружений сюжет;
- легендність та фантастичність;
- драматична, часто несподівана розв'язка;
- присутність оповідача;
- використання діалогів і повторів;
- невеликий обсяг.

## Балада в світовій літературі

### Англійські балади
Більшість англійських балад датуються починаючи з 15 століття. Балада, модернізована в англо-шотландському варіанті, розкрилася в напруженому драматичному сюжеті, поглибленого романтиками (Дж. Макферсон, Р. Бернс, С. Колрідж, Ф. Шіллер, Л. Уланд, А. Міцкевич, В. Жуковський та ін.).

## Балада в українській літературі

### Українські народні балади

#### Перші записи українських народних балад
Перші записи українських народних балад належать до другої половини XVI століття («Пісня про Стефана-воєводу»), що ж до літературних балад — то українській культурі, як висловився І. Франко, пощастило: збереглася друкована балада невідомого автора з початку XVII століття (близько 1612 р.) «Піснь козака Плахти» («Кулину»), про яку існує література польською, чеською, німецькою, російською та українською мовами.
Два найдавніші записи української пісенної творчості — «Дунаю, Дунаю, чому смутен течеш?» (XVI ст.) і «Піснь козака Плахти» (1625 р.) — виявилися фактами, які стверджують давність жанру української балади — в першому випадку народної, в другому — літературної. Згодом польський поет С. Кльонович у поемі «Роксоланія» (1584 р.) згадав ще одну українську баладу «По тім боці Дунаю».

#### Соціально-побутова балада
«Ой чиє ж то жито, чиї ж то покоси» — це соціально-побутова балада. В основі лежить моральний конфлікт свекрухи з невісткою, яка була до того залякана, що перетворилась на тополю. Мотив перетворення людей на рослини, тварин, птахів є дуже поширеним у баладах. У соціально-побутових баладах змальовуються стосунки між батьками й дітьми, братами й сестрами, розкриваються почуття кохання й ненависті.

#### Історичні балади
Історичні балади — це балади на історичні теми. Співпричетність до історії бачиться в них крізь призму особистих драм і трагедій. У них змальовується життя козака, смерть козака на полі бою («Да шумить чудо дібровонька»), розповідається про велике горе, яке приносить людям війна. «Що се в полі забіліло» — балада, в якій відтворено трагічне становище українців в османському полоні. Мати у Криму потрапляє в полон до своєї дочки, яка вже побусурманилась, ставши дружиною татарина. Дочка пропонує матері «панувати» разом із нею, але мати гордо відмовляється. Балада «Ой був в Січі старий козак» засуджує зрадництво Сави Чалого та схвалює справедливе покарання його козаками. Найвідомішими є балади «Бондарівна» та «Лимерівна».

### Українські літературні балади
В українській поезії балада, виявляючи свою жанрову спорідненість з думою та романсом, поширювалася у доробку Петра Гулака-Артемовського, Л. Боровиковського, Івана Вагилевича, раннього Тараса Шевченка та ін., сягаючи другої половини 19 століття (Ю. Федькович, Б. Грінченко та ін.); напружений сюжет у ній розгортався на тлі переважно буряної природи, подеколи переймався фантастичними ознаками.

### Українські літературні балади у 20 столітті
У такому вигляді вона з'являється в українській ліриці не так часто («Балада» Ю. Липи: «В'ється стежка між кущами, / Що чар-зіллям заросла…»), витісняється історико-героїчними мотивами, пов'язаними з добою визвольних змагань 1917–1921, до яких зверталися поети «розстріляного відродження» та еміграції, зокрема подією цього жанру була «Книга балад» О. Влизька (1930).
У другій половині 20 століття балада набула соціально-побутового взмістовлення, але не втратила своєї драматичної напруги, засвідченої, скажімо, доробком І. Драча, котрий небезпідставно назвав одну із своїх збірок «Балади буднів» (1967), постійно підкреслюючи свідоме заземлення традиційно баладного пафосу.

## Українські народні балади
Українські народні балади відносяться до одного з найскладніших видів усної народної творчості. Складність цього різновиду пісенного жанру полягає в тому, що він увібрав в себе велику кількість схожих рис з інших сюжетних жанрів, таких як ліричні пісні, думи, билини тощо. Отже, дати однозначне і точне твердження терміну балада досить важко, оскільки границі та рамки досить розширені. За допомогою балади було і досі залишається досить легко змалювати та описати будь-яку життєву подію, а саме духовну, побутову, суспільну тощо. Майже не існує такої теми, яку не можливо було б оспівати в баладах. Охоплює співання балад всі соціальні верстви населення, від поважних вельмож та князів до простих селян-робітників.
Звичайно, що такий об'ємний та змістовний пісенний жанр не сформувався в один етап. Розвиток та зміни в сюжеті та стилістиці відбувались протягом багатьох століть, під впливом різноманітних історичних, соціально-суспільних, політичних та культурних подій. Будь-які зміни, реформи, що траплялись в житті народу та кожної людини окремо, знаходили відображення в українських народних баладах. За своєю формою балада дуже схожа до ліричних пісень, але все ж таки різниця існує, а саме в сюжетній формі. На відміну від ліричних або будь-яких інших пісень, де існує одна сюжетна лінія, в баладі їх можна налічувати до декількох водночас. Суттєвою відмінною також вважається термін «епічного начала», тобто можна дізнатись про дії та вчинки героїв, що передували вже створеній ситуації.
Основою тематики українських народних балад часто є фантастичні, незвичайні події. На відмінну від родинно-побутових чи суспільно побутових пісень, де події обмежуються лише повсякденним життям, балади зображують дещо екстраординарні події. Елементи фантастичного пояснюються давніми язичницькими віруваннями наших предків. Характерною ознакою балад є метаморфоза, де людина перетворюється в пташку, квітку тощо. Але якими б незвичними були події, все ж таки героями залишаються звичайні люди. Дослідники цього виду творчості виділили одну суттєву особливість — трагізм. Закінчення балад завжди нещасливе. Відтворення гострих конфліктів та емоцій в момент найвищого психологічного напруження, викликають глибокі зворушення та співчуття.
Сильного психологічного ефекту в українських народних баладах досягають за допомогою зображення драматизму подій, душевних переживань та емоційних потрясінь. Подібні ситуації та відчуття притаманні та знайомі кожній людині, тому і відгукувалось переживанням та співчуттям. Всі зображені події, попри елементи незвичайності, можуть мати місце в житті кожної людини. Персонажами є люди різних суспільних верств, оспівані події не ідеалізовані та не гіперболізовані. Опосередковано чи прямо в баладах зображене застереження чи повчання. В разі, якщо зло перемагає добро, все одно прихильність залишається на боці скривджених, тих хто не зміг за себе постояти, і вже від протилежного будується народна мораль, норми життя, виховується здатність відчувати людський біль, розчарування.

## Балада як музичний жанр
Баладою називають також музичний жанр, що розвинувся в епоху романтизму завдяки впливу літературної балади. Перші взірці романтичної вокальної балади з'явились у творчості австрійських та німецьких композиторів, зокрема — це балада «Лісовий цар» («Вільшаний король») Ф. Шуберта на вірші Й. Гете, пізніше — композиторів інших країн Європи — «Лорелея» Ф. Ліста на текст Г. Гейне, «Балада про Фульського короля» з опери «Фауст» Ш. Ґуно. Баладами інколи також називали оперні арії розповідного характеру (наприклад, Балада Томського з опери «Пікова дама» П. Чайковського). З середини XIX століття з'являються інструментальні балади — розгорнуті епічні інструментальні п'єси. Серед авторів фортепіанних балад — Ф. Шопен, Ф. Ліст. В українській музиці до жанру балади зверталися Т. Безуглий («Дві балади на теми козацьких похідних пісемь». 1856). М. Вілінський (1917-25), С. Людкевич (обидві на нар. теми у формі варіац. циклів), Б. Лятошинський («Соната-балада», 1925, «Балада», 1929), та інші. В другій половині XX століття нове прочитання отримав жанр балади в рок-музиці — т. зв. рок-балада